# نقاوس
نقاوس مدينة وبلدية بدائرة نقاوس ولاية باتنة الجزائرية. تقع جنوب غرب ولاية بلغ عدد سكانها 29504 عام 2008.

## وصلات خارجية
- www.ngaous.net